# ديفيد شابالا
ديفيد شابالا (بالإنجليزية: David Chabala)‏ هو لاعب كرة قدم زامبي في مركز حراسة المرمى، ولد في 2 فبراير 1960 في Mufulira ‏ في زامبيا، وتوفي في 28 أبريل 1993 في المحيط الأطلسي. شارك مع منتخب زامبيا لكرة القدم. أما مع النوادي، فقد لعب مع أرجنتينوس جونيورز.

## وصلات خارجية
- ديفيد شابالا على موقع الاتحاد الدولي (مؤرشف)  (الإنجليزية)
- ديفيد شابالا على موقع قاعدة بيانات كرة القدم.إي يو (الإنجليزية)
- ديفيد شابالا على موقع ناشيونال فوتبول تيمز (الإنجليزية)
- ديفيد شابالا على موقع أوليمبيديا (الإنجليزية)